# Митра Ангелева
Митра Ангелева е българска революционерка, деятелка на Вътрешната македоно-одринска революционна организация.

## Биография
Родена е в 1881 година в демирхисарското село Вардино. Влиза във ВМОРО заедно с мъжа си Коте Ангелев и подпомага крушевската чета на Велко Марковски. Митра служи като куриерка на писма. В къщата им е направено скривалище за хора от мъжа ѝ, Илия Чачор и Стефан Църневски от Журче. След смъртта на Велко Марковски районът е поет от четата на Ванчо Джонето. Четета отсяда в къщата на Ангелеви, но е издадена от шпиони и къщата е обсадена. Четниците обаче не са открити и се спасяват. След Илинденското въстание мъжът на Митра заминава за Америка с брат си Даме поради преследвания от властите, а Митра продължава да подкрепя революционната организация, като в къщата ѝ се складират материали за организацията, предназначени за околните села. Отново след предателство къщата е обсадена, но Митра успява да изгори революционната поща. След откриването на скривалището е арестувана, затворена в мюсюрлука в Прибилци и измъчвана, за да издаде складовете за оръжие. След това е затворена в Катиланата в Битоля и отново е измъчвана. След пет месеца е осъдена на три години затвор. Мъжът ѝ, след като разбира за присъдата ѝ, се връща и дава голям подкуп, за да не бъде заточена в Диарбекир. След две години и половина излиза от затвора и се установява с мъжа си в Битоля. През ноември 1911 година Коте Ангелев също е арестуван, но срещу 5 лири е освободен. Митра се установява в Кърстоар, а Коте става четник на Блаже Биринчето.
Умира след 1951 година.